# Мью Дженсен, Скарлетт
Скарлетт Мью Дженсен (англ. Scarlett Mew Jensen; род. 31 декабря 2001, Хакни, Большой Лондон) — британская прыгунья в воду, бронзовый призёр летних Олимпийских игр 2024 года, чемпионка мира 2024 года, трёхкратный призёр чемпионатов мира.

## Биография
Скарлетт Мью Дженсен родилась в 2001 году в Англии.
В Фукуоке, в 2023 году, на чемпионате мира стала серебряным призёром в синхронных прыжках с трёхметрового трамплина в паре с Ясмин Харпер.
В 2024 году, в Дохе, Скарлетт стала чемпионкой мира в командных соревнованиях по прыжкам в воду. В паре с Ясмин Харпер стала бронзовым призёром на трёхметровом трамплине в синхронных прыжках.
На летних олимпийских играх в Париже, в синхронных прыжках с трёхметрового трамплина стала бронзовым призёром олимпийского турнира. Её партнёршей была Ясмин Харпер, а итоговый результат составил — 302,28 баллов.
В 2025 году на чемпионате мира в Сингапуре в синхронных прыжках с трёхметрового трамплина завоевала серебряную медаль. 